# 6710 Apostel
A 6710 Apostel (ideiglenes jelöléssel 1989 GF4) a Naprendszer kisbolygóövében található aszteroida. Eric Walter Elst fedezte fel 1989. április 3-án.